# PCGamesN
『PCGamesN』（ピーシーゲームズエヌ）は、イギリスのコンピュータゲームマガジン。 運営会社であるNetwork Nは、2012年5月にジェームズ・ビンズによって設立された。『PCGamesN』はその翌月に公開された。